# آزار تعقیب
آزار تعقیب، یا دنبال کردن آزاردهنده (stalking)، نوعی آزار است که توسط فرد (یا افراد) آشنا یا غریبه، نسبت به شخص دیگری انجام می‌شود.
تعقیب کردن فرد، پاییدن از راه دور، پرسه زدن در محل کار یا اطراف منزلش، تماس یا پیام مکرر به فرد {علی‌رغم میل باطنی او}، فرستادن هدایای معنی دار با پیک ناشناس، موقعیت‌سازی (صحنه سازی)، بازی روانی (شارلاتان بازی) و رصد کردن مداوم فرد در فضای مجازی، از نمونه‌های این نوع آزار است.
برخی بِپّاها (stalkers)، ممکن است در کمین موقعیت نیاز یک فرد باشند (مثلاً پنچری لاستیک یا خرابی خودرو در بزرگراه) و سپس به عنوان «ناجی» خود را وارد صحنه کنند.
تعقیب آزاردهنده در شکل شدیدتر خود می‌تواند حالت تهمت، آبروریزی، توهین و خشونت پیدا کند.
در برخی از کشورها، این اقدامات جزو جرائم کیفری (خفیف تا متوسط) به‌شمار می‌آیند.
بر اساس گزارشی از سال ۲۰۰۵ توسط مرکز ملی قربانیان جرائم ایالات متحده، تعریف آزار تعقیب عبارت است از: «هرگونه تماس ناخواسته بین دو نفر{چه آشنا چه غریبه} که به‌طور مستقیم یا غیرمستقیم، درجاتی از تهدید را نشان می‌دهد یا قربانی را می‌ترساند (ولو با نیت سوء نباشد مثل علاقه‌مندی به فرد)
علل: ناتوانی در ایجاد ارتباط شخصی با افراد، عدم بلوغ عاطفی، توهّم فانتزی یا تمایلات ضد اجتماعی، از دلایل بروز این رفتار است.